# Stadion Rudar Trbovlje
Stadion Rudar Trbovlje – wielofunkcyjny stadion w Trbovljach, w Słowenii. Został otwarty w 1962 roku. Może pomieścić 2000 widzów. Swoje spotkania rozgrywają na nim piłkarze klubu NK Rudar Trbovlje.
W latach 2007–2008 dokonano remontu obiektu, w trakcie którego m.in. wyposażono go w boisko ze sztuczną murawą.